# Jetzt geht's los
La formule Jetzt geht's los est de l'alsacien.
Il s'agit d'une formule d'encouragement qui peut se traduire en français par « Allez » ou « En avant maintenant ».
Elle est évidemment bien comprise par les Allemands, et est une devise des supporters du Racing Club de Strasbourg et des supporters de la SIG Strasbourg.

## Origine
Cette formule est issue du dialecte alsacien, et est utilisée dans le monde germanophone, et notamment sportif.

## Utilisation moderne
Cette formule est utilisée principalement dans l'enceinte du stade de la Meinau à Strasbourg[réf. nécessaire], afin de soutenir l'équipe du Racing club de Strasbourg Alsace.
Le club a repris cette formule sur ses produits dérivés, et en a fait une devise du club.
Les non-germanophones ne comprennent pas ces encouragements ce qui offre un caractère singulier.[réf. nécessaire]
Virginie Schaeffer utilise cette formule dans une chanson, puisqu'elle précise que "chez nous, on dit Jetzt geht's los". En parlant de chez nous elle signifie donc en Alsace.
Aussi, la formule est dans toute la France associée au RC Strasbourg.
Cette formule est également parfois reprise lors des matchs de la SIG Strasbourg durant des matchs.[réf. nécessaire]
L’expression est utilisée le 6 janvier 2021, lors de l’ouverture et la clôture de la séance de création de la collectivité européenne d’Alsace par le président de séance, puis par le président élu Frédéric Bierry.